# Canoagem nos Jogos Pan-Americanos de 2023
As competições de canoagem nos Jogos Pan-Americanos de 2023, em Santiago, Chile, foram realizadas entre 27 de outubro e 4 de novembro no Rio Aconcagua, em Los Andes, para as provas de slalom, e na Lagoa Grande, em San Pedro de la Paz, para as provas de velocidade.
Um total de 16 eventos (dez na velocidade e seis no slalom) foram disputados, dois a menos do que na última edição do Pan, com a retirada do K-1 200 m masculino e feminino na canoagem de velocidade. Os eventos do C-2 e do K-2 masculinos foram disputados na distância de 500 m, ao invés de 1000 metros.

## Qualificação
Um total de 176 atletas de canoa e caiaque poderiam se classificar para competir. Foram até 126 classificados na canoagem de velocidade (63 por gênero), além dos quatro vencedores dos Jogos Pan-Americanos Júnior de 2021, e 46 na canoagem slalom (23 por gênero). O país-sede (Chile) tem um barco garantido em cada evento da velocidade e no slalom (exceto nos eventos do extremo), todavia também competiu nos respectivos torneios classificatórios para obter mais vagas.

## Medalhistas

### Slalom
Masculino
| Evento            | Ouro                              | Prata                     | Bronze                       |
| ----------------- | --------------------------------- | ------------------------- | ---------------------------- |
| C1 detalhes       | Zachary Lokken USA Estados Unidos | Kauã da Silva BRA Brasil  | Leonardo Curcel PAR Paraguai |
| K1 detalhes       | Joshua Joseph USA Estados Unidos  | Pepe Gonçalves BRA Brasil | Maël Rivard CAN Canadá       |
| K1 cross detalhes | Guilherme Mapelli BRA Brasil      | Alex Baldoni CAN Canadá   | Eriberto Gutiérrez PER Peru  |

Feminino
| Evento            | Ouro                             | Prata                      | Bronze                           |
| ----------------- | -------------------------------- | -------------------------- | -------------------------------- |
| C1 detalhes       | Ana Sátila BRA Brasil            | Lois Betteridge CAN Canadá | Ana Paula Fernandes PAR Paraguai |
| K1 detalhes       | Evy Leibfarth USA Estados Unidos | Omira Estácia BRA Brasil   | Léa Baldoni CAN Canadá           |
| K1 cross detalhes | Ana Sátila BRA Brasil            | Lois Betteridge CAN Canadá | Evy Leibfarth USA Estados Unidos |

### Velocidade
Masculino
| Evento             | Ouro                                                                          | Prata                                                                        | Bronze                                                                     |
| ------------------ | ----------------------------------------------------------------------------- | ---------------------------------------------------------------------------- | -------------------------------------------------------------------------- |
| C1 1000 m detalhes | José Ramón Pelier CUB Cuba                                                    | Isaquias Queiroz BRA Brasil                                                  | Connor Fitzpatrick CAN Canadá                                              |
| C2 500 m detalhes  | Craig Spence Alix Plomteux CAN Canadá                                         | Evandilson Neto Filipe Vieira BRA Brasil                                     | José Ramón Pelier Javier Requeiro CUB Cuba                                 |
| K1 1000 m detalhes | Agustín Vernice ARG Argentina                                                 | Jonas Ecker USA Estados Unidos                                               | Valentín Rossi ARG Argentina                                               |
| K2 500 m detalhes  | Ian Gaudet Simon McTavish CAN Canadá                                          | Gonzalo Lo Moro Agustín Vernice ARG Argentina                                | Jonas Ecker Aaron Small USA Estados Unidos                                 |
| K4 500 m detalhes  | Agustín Vernice Manuel Lascano Gonzalo Lo Moro Gonzalo Carreras ARG Argentina | Nicholas Matveev Pierre-Luc Poulin Laurent Lavigne Simon McTavish CAN Canadá | Nathan Humberston Sean Talbert Cole Jones Augustus Cook USA Estados Unidos |

Feminino
| Evento            | Ouro                                                                          | Prata                                                                             | Bronze                                                                           |
| ----------------- | ----------------------------------------------------------------------------- | --------------------------------------------------------------------------------- | -------------------------------------------------------------------------------- |
| C1 200 m detalhes | Yarisleidis Cirilo CUB Cuba                                                   | María Mailliard CHI Chile                                                         | Sophia Jensen CAN Canadá                                                         |
| C2 500 m detalhes | Sloan Mackenzie Katie Vincent CAN Canadá                                      | María Mailliard Paula Gómez CHI Chile                                             | Madison Velásquez Manuela Gómez COL Colômbia                                     |
| K1 500 m detalhes | Michelle Russell CAN Canadá                                                   | Brenda Rojas ARG Argentina                                                        | Beatriz Briones MEX México                                                       |
| K2 500 m detalhes | Karina Alanis Beatriz Briones MEX México                                      | Brenda Rojas Magdalena Garro ARG Argentina                                        | Courtney Stott Madeline Schmidt CAN Canadá                                       |
| K4 500 m detalhes | Karina Alanis Brenda Gutiérrez Beatriz Briones Maricela Montemayor MEX México | Courtney Stott Natalie Davison Riley Melanson Toshka Besharah-Hrebacka CAN Canadá | Candelaria Sequeira Lucía Dalto Martina Isequilla Sabrina Ameghino ARG Argentina |

## Quadro de medalhas
| Ordem | País               | Medalha de ouro | Medalha de prata | Medalha de bronze |    |
| ----- | ------------------ | --------------- | ---------------- | ----------------- | -- |
| 1     | CAN Canadá         | 4               | 5                | 5                 | 14 |
| 2     | BRA Brasil         | 3               | 5                |                   | 8  |
| 3     | USA Estados Unidos | 3               | 1                | 3                 | 7  |
| 4     | ARG Argentina      | 2               | 3                | 2                 | 7  |
| 5     | CUB Cuba           | 2               |                  | 1                 | 3  |
|       | MEX México         | 2               |                  | 1                 | 3  |
| 7     | CHI Chile          |                 | 2                |                   | 2  |
| 8     | PAR Paraguai       |                 |                  | 2                 | 2  |
| 9     | COL Colômbia       |                 |                  | 1                 | 1  |
|       | PER Peru           |                 |                  | 1                 | 1  |
| TOTAL | TOTAL              | 16              | 16               | 16                | 48 |